# Si ça peut vous faire plaisir
Pour plus de détails, voir Fiche technique et Distribution.
Si ça peut vous faire plaisir est un film français réalisé par Jacques Daniel-Norman en 1948.

## Synopsis
Gonfaron est aboyeur à la salle des ventes de Cassis. Il a accepté par bon cœur de faire croire qu'il était l'heureux dépositaire du gros lot de la Loterie Nationale, afin d'éviter des ennuis matrimoniaux à son ami Viala, lequel est le véritable gagnant avec sa maîtresse Ginette. Le faux millionnaire deviendra aussi le faux amant de Ginette jusqu'au jour où…

## Fiche technique
- Autre titre : L'Aventure de Gonfaron
- Réalisation : Jacques Daniel-Norman
- Assistance réalisation : Roger Blanc, Jacques Vilfrid et J. Pollet
- Scénario : Pierre Bernard, Robert Danger
- Adaptation : Jean Manse, Roger Vitrac, Jacques Daniel-Norman
- Dialogue : Robert Danger
- Photographie : André Germain
- Opérateur : Jean Lallier
- Son : Robert Biard, assisté de P. Zann
- Montage : James Cuenet, assisté de Madame Richard
- Décors : Robert Hubert, assisté de Pierre Duquesne
- Musique : Vincent Scotto
- Script-girl : Andrée Ruze
- Maquillage : Serge Groffe
- Régisseur général : Raymond Pillion
- Régisseur ensemblier : Roger Volper
- Photographe de plateau : Marcel Bouguereau
- Tournage : du 28 janvier au 8 mars 1948, dans les studios Saint-Maurice de Marseille
- Tirage dans les laboratoires G.T.C
- Société de production : Nouvelle Société Pathé-Cinéma
- Distribution : Pathé Consortium Cinéma
- Secrétaire de production : P. Tanguy
- Administrateur : André Deroual
- Directeur de production : Edouard Lepage
- Producteur délégué : Paul Raibaud
- Pays de production :  France
- Format :  Son mono (Système sonore Western Electric) - Noir et blanc - 35 mm  - 1,37:1
- Durée : 100 min
- Genre : Comédie
- Date de sortie : 
  - France - 1er septembre 1948
- Visa d'exploitation : 6.996

## Distribution
- Fernandel : Martial Gonfaron, aboyeur à la salle des ventes de Cassis
- Arlette Méry : Ginette, la maîtresse de Mr Viala, manucure
- Antonin Berval : Mr Viala, le véritable gagnant, amant de Ginette
- Mona Dol : Mme Pauline Viala, la femme
- Auguste Mourriès : Massiéra
- Fernand Sardou : Joseph Castanino, le cafetier
- Julien Maffre : Le facteur
- Henri Arius : Mr Pilule
- Ketty Kerviel : Lyska, la fille du directeur de théâtre
- Jackie Rollin (Sardou) : La fleuriste
- José Casa : Mr Camoin
- Jean Marsheil : Mr Favoli, le directeur du théâtre ambulant
- Jean-François Martial : Un habitant du quartier (ou le maître d'école)
- Max Amyl : Le garçon d'étage de l'hôtel
- Mag Avril
- Mathilde Alberti
- Joseph Chaumel : le passant